# Dany Saval

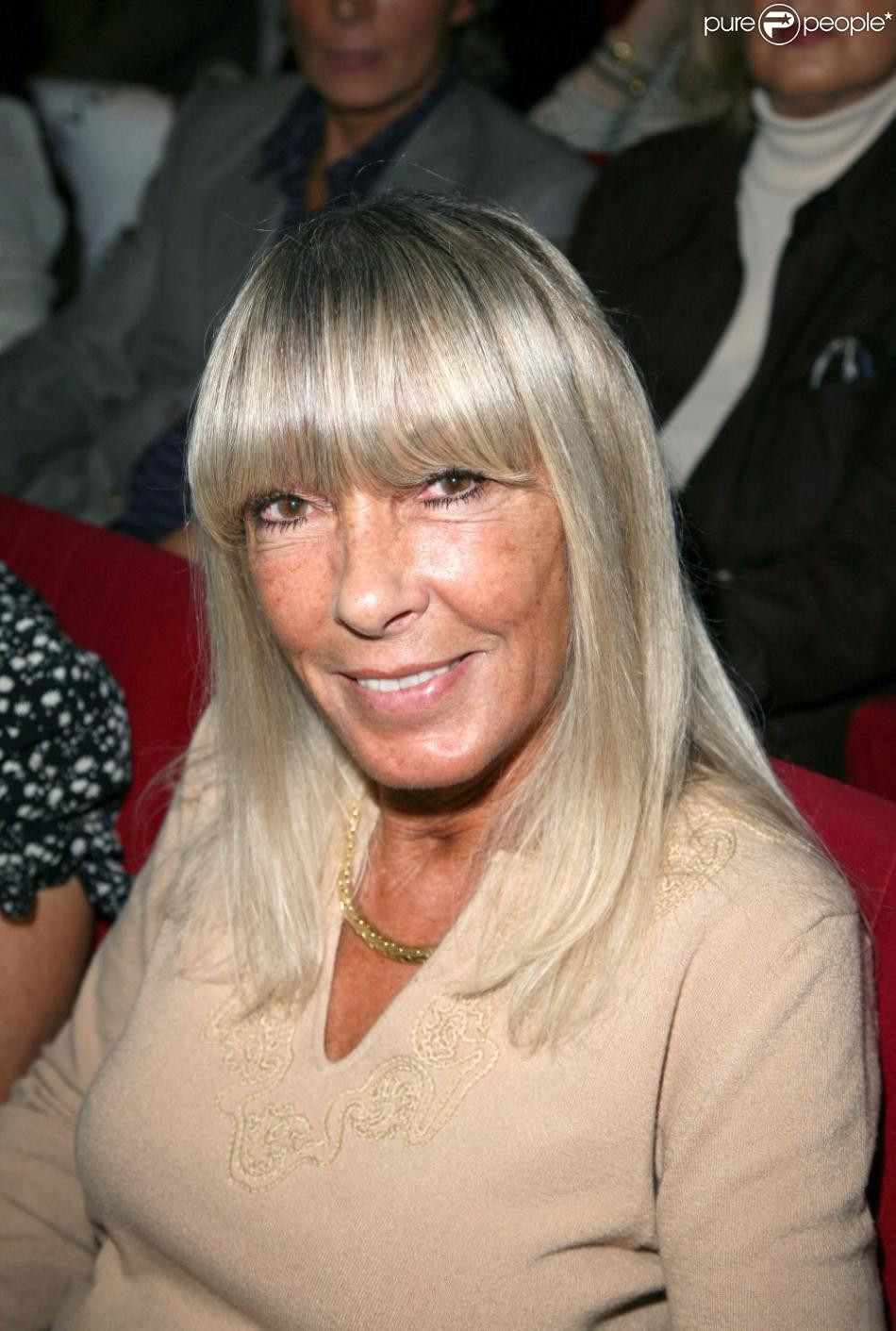
Dany Saval în 2015

Dany Saval (nume complet: Danielle Nadine Suzanne Savalle; n. 5 ianuarie 1942, Paris, Île-de-France, Franța) este o cântăreață și actriță de film franceză. 

## Biografie
A fost inițial dansatoare și a apărut în 1950 la Théâtre Mogador iar în 1953 la Moulin Rouge. A urmat școala de operă, ajungând la Comedia Franceză cu care a făcut un turneu în Statele Unite. A urmat cursuri de actorie cu René Simon și a debutat în anul 1958 în L’eau vive, a regizorului francez François Villiers, care a fost propus pentru Globul de Aur în 1959 pentru cel mai bun film într-o limbă străină.
Dany Saval a jucat mai ales în comedii, precum și în filme de dragoste și povești de intrigă. A fost deseori actrița principală în producțiile franceze. Pentru publicul din Europa și Statele Unite, Dany Saval, a rămas în amintire mai ales ca una dintre cele trei stewardese din comedia americană Boeing-Boeing (după piesa omonimă a lui Marc Camoletti). În această producție Hal Wallis din 1965, a jucat alături de Tony Curtis , Jerry Lewis, Thelma Ritter, Christiane Schmidtmer și Suzanna Leigh.
Din prima căsătorie cu compozitorul de film Maurice Jarre, care a durat din 1965 până în 1967, au o fiică, Stéfanie Jarre. Dany Saval, care de atunci s-a retras din cinematografie, este căsătorit cu jurnalistul Michel Drucker. 
În anii 1960 și la începutul anilor '70, Saval a înregistrat și câteva albume și single-uri.

## Filmografie selectivă
- 1958 L’eau vive, regia François Villiers
- 1958 Oglinda cu două fețe (Le Miroir à deux faces), regia André Cayatte (figurație)
- 1958 Les Tricheurs, regia Marcel Carné
- 1959 Nathalie, agent secret, regia Henri Decoin
- 1959 Secerișul verde (La verte moisson), regia François Villiers
- 1960 Pierrot la tendresse, regia François Villiers
- 1960 La Dragée haute, regia Jean Kerchner
- 1960 Les portes claquent, r. Michel Fermaud și Jacques Poitrenaud
- 1961 Dans la gueule du loup, r. Jean-Charles Dudrumet
- 1961 Pleins feux sur l'assassin, regia Georges Franju
- 1962 Pariziencele (Les Parisiennes), film sketch-uri, sketch-ul Ella, regia Jacques Poitrenaud
- 1962 Cum se reușește în dragoste (Comment réussir en amour), regia Michel Boisrond
- 1962 Un pilote dans la Lune (Moon Pilot), regia Walt Disney Productions
- 1963 Du mouron pour les petits oiseaux, regia Marcel Carné
- 1963 Strip tease, regia Jacques Poitrenaud : Berthe alias « Dodo Volupté »
- 1964 Un șoarece printre bărbați (Une souris chez les hommes / Un drôle de caïd), regia Jacques Poitrenaud
- 1964 Jaloux comme un tigre, regia Darry Cowl
- 1964 Căutați idolul (Cherchez l'idole), regia Michel Boisrond
- 1964 Moi et les hommes de quarante ans, regia Jacques Pinoteau
- 1964 Constance aux enfers, regia François Villiers
- 1965 Boeing Boeing (Boeing 707), r. John Rich : Jacqueline Grieux de la Air France
- 1972 Se rezolvă... amigo (Si può fare... Amigo), r. Maurizio Lucidi
- 1977 Animalul (L'Animal), regia Claude Zidi
- 1977 La Vie parisienne, r. Christian-Jaque
- 1978 Plein les poches pour pas un rond, r. Daniel Daert
- 1979 Ciao, les mecs, regia Sergio Gobbi
- 1980 Voulez-vous un bébé Nobel ?, regia Robert Pouret
- 1980 Polițistul ghinionist (Inspecteur la Bavure), regia Claude Zidi
- 1980 Signé Furax, regia Marc Simenon

## Discografie selectivă
- 1963 Dany Saval – Ne Dis Pas Du Mal De Mon Amour – Philips – 432.798 BE, Vinyl, 7", 45 RPM, EP, Franța;[5]
- 1963 Dany Saval – L'Amour Tourne En Rond – Philips – 432.990 BE, Vinyl, 7", 45 RPM, EP, Mono, Franța;[6]
- 1971 Dany Saval – L' Hotel Particulier – Briand – BRS 130.001 L, Vinyl, 7", Single, 45 RPM, Franța;[7]
- 1973 Dany Saval Et Serge Prisset – Mon Amour, Tu Me Gênes – Mercury – 6011 050, Vinyl, 7", 45 RPM, Single, Franța;[8]
- 1962 Dany Saval, Georges Garvarentz – Les Parisiennes – C‘Est Bien Mieux Comme Ça – Fontana – 460.820 ME, Fontana Cinéma, Vinyl, 7", 45 RPM, EP;[9]